# トゥルーイスト・フィールド
トゥルーイスト・フィールド（Truist Field）は、アメリカのノースカロライナ州メクレンバーグ郡シャーロットにある野球場。シカゴ・ホワイトソックス傘下AAA級シャーロット・ナイツの本拠地である。

## 歴史
2010年にシャーロット市が計画する「シャーロット・センターシティ2020」の一つとして、新球場建設の計画が挙げられた。
2011年にシャーロット市議会が新球場の建設を発表。新球場はシカゴ・ホワイトソックス傘下のAAA級シャーロット・ナイツが使用する。
2012年4月23日にBB&T社が命名権を取得し、球場名が「BB&Tボールパーク」になることが発表された。9月14日に起工した。建設費は5400万ドル。
2014年4月に開場。
2018年8月20日にはMLBのフィラデルフィア・フィリーズ対ニューヨーク・メッツ戦が、2019年8月19日には ピッツバーグ・パイレーツ対シカゴ・カブス戦が当球場で開催された。
2020年6月、命名権を所有していたBB&T社の合併に伴い、球場名が「トゥルーイスト・フィールド」になることが発表された。